# 施特拉隆根
施特拉隆根是德国巴伐利亚州的一个市镇。总面积13.43平方公里，总人口918人，其中男性467人，女性451人（2011年12月31日），人口密度68人/平方公里。